# Десмопресин
Десмопресин (лат. Desmopressinum, англ. Desmopressin (DDAVP)) — лікарський препарат, який є синтетичним аналогом гормону задньої долі гіпофізу вазопресину. Десмопресин застосовується як перорально, так і інтраназально, підшкірно та внутрішньовенно. Уперше десмопресин схвалений для клінічного застосування у 1974 році.

## Фармакологічні властивості
Десмопресин — лікарський препарат, що є синтетичним аналогом гормону задньої долі гіпофізу вазопресину або антидіуретичного гормону, та за хімічною будовою є поліпептидом. Завдяки структурним змінам відносно природної молекули вазопресину — дезамінування 1-цистеїну й заміщення 8-L-аргініну на 8-D-аргінін, десмопресин має менш виражену дію на периферичні судини, тому при його застосуванні спостерігається менш виражене звуження периферичних судин та менш виражений підйом артеріального тиску. Проте при застосуванні десмопресину посилюється антидіуретичний ефект та подовжується тривалість цього ефекту, підвищується проникність клітин епітелію дистальних відділів звивистих канальців нирок для води та підвищується її реабсорбцію в нирках, наслідком чого є зменшення об'єму сечі, що виділяється, та збільшення її осмолярності та зниження осмолярності плазми крові. Наслідком цього є зниження частоти сечовипускання, зменшення об'єму сечовипускання та зниження потреби в поповненні запасів води. Десмопресин також сприяє збільшенню в плазмі фактору зсідання крові VIII, фактору Віллебранда, а також збільшує кількість плазматичного активатора плазміногену. Десмопресин застосовується у лікуванні нецукрового діабету центрального генезу, первинному енурезі, ніктурії та поліурії в дорослих, а також для діагностики нецукрового діабету. У зв'язку із тим, що десмопресин підвищує рівень фактору зсідання крові VIII і фактору Віллебранда, він з 1977 року застосовується для лікування гемофілії А та хвороби Віллебранда.

### Фармакокінетика
Десмопресин швидко всмоктується після інтраназального та перорального застосування, максимальна концентрація препарату в крові досягається за різними оцінками від 0,5 до 4 годин. При інтраназальному застосуванні біодоступність десмопресину становить 3,3—4,1 %, при пероральному та сублінгвальному застосуванні у зв'язку із швидким руйнуванням десмопресину ферментами травного тракту біодоступність становить 0,16—0,25 %. При внутрішньовенному застосуванні біодоступність препарату становить 100 %. Десмопресин не проникає через гематоенцефалічний бар'єр, погано проникає через плацентарний бар'єр та в грудне молоко. Десмопресин метаболізується як ферментами шлунково-кишкового тракту, так і ферментами інших тканин організму. Виводиться препарат із організму із сечею у вигляді метаболітів. Хоча період напіввиведення десмопресину становить у першій фаз лише 8 хвилин, а кінцевий становить 75 хвилин, дія препарату триває від 5 до 21 години.

## Покази до застосування
Десмопресин застосовують при нецукровому діабеті центрального генезу, первинному енурезі, ніктурії та поліурії в дорослих, а також для діагностики нецукрового діабету, для лікування гемофілії А та хвороби Віллебранда.

## Побічна дія
При застосуванні десмопресину можуть спостерігатися наступні побічні ефекти:
- Алергічні реакції — алергічний дерматит, підвищена пітливість, закладеність носа, кропив'янка, шкірний висип, свербіж шкіри, гарячка.
- З боку травної системи — нудота, блювання, діарея або запор, біль у животі, метеоризм.
- З боку нервової системи — головний біль, запаморочення, підвищена втомлюваність, безсоння або сонливість, тривожність, порушення зору, кон'юнктивіт, порушення сльозовиділення, кошмари, галюцинації, судоми, збудження, депресія, сплутаність свідомості.
- З боку сечостатевої системи — олігурія, альгодисменорея.
- Інші побічні ефекти — периферичні набряки, тахікардія, біль за грудиною, гіпонатріємія, збільшення маси тіла, задишка, бронхоспазм, носова кровотеча, артеріальна гіпертензія, ортостатична гіпертензія, підвищення активності ферментів печінки у крові, біль у м'язах.

## Протипоказання
Десмопресин протипоказаний при підвищеній чутливості до препарату; вродженій або психогенній полідипсії або полідипсії у хворих на алкоголізм; серцевій недостатності; за необхідності лікування діуретиками; діагностованій гіпонатріємії; помірній або важкій нирковій недостатності; синдромі порушення секреції антидиуретичного гормону; при важких формах хвороби Віллебранда; зниженні активності фактора зсідання крові VIII до 5 % та наявності антитіл до фактора VIII.

## Форми випуску
Десмопресин випускається у вигляді таблеток по 60, 120 і 240 мкг; назальних крапель по 100 мкг/мл у флаконах по 5 мл; назального спрею по 10 мкг/мл по 50 або 60 доз; та в ампулах по 1 мл із вмістом дієвої речовини 4 і 15 мкг/мл.